# Ловчево
Ловчево, известно и с турската форма на името Ловджик, е бивше село в Егейска Македония, на територията на дем Мъглен (Алмопия), Гърция.

## География
Селото е било разположено северозападно от Лугунци и североизточно от Нъте, близо до границата със Северна Македония.

## История
Селото се споменава в турски дефтери от XIV и XV век в състава на Оливеровата нахия, по-късно Фущанската каза. Селото се разпада в немирните разбойнически години във втората половина на XVIII век.